# Lijst van Surinaamse films
Dit is een lijst van Surinaamse films, documentaires, korte film, series in de periode van 1960 tot op heden op jaar van uitkomst. De films spelen zich merendeels in Suriname af en zijn producties uit Amerika, Nederland, Suriname en enkele andere landen.

## 1960-1999
| Titel                                                   | Jaar | Regisseur                   | Acteurs                               | Genre             | Bijzonderheden |
| ------------------------------------------------------- | ---- | --------------------------- | ------------------------------------- | ----------------- | --- |
| Faja Lobbi                                              | 1960 | Herman van der Horst        | --                                    | Documentaire      | |
| The Spiral Road                                         | 1962 | Robert Mulligan             | Rock Hudson Gena Rowlands             | Avontuur Drama    | Amerikaanse film gebaseerd op de roman "Gods geuzen" van de Nederlander Jan de Hartog, verhaal speelt zich af in Nederlands-Indië, maar film werd opgenomen in de Surinaamse jungle en Paramaribo in 1961.  |
| Operation Gwamba                                        | 1964 | Hope Ryden                  | --                                    | Documentaire      | tijdens de aanleg van een dam in het Brokopondostuwmeer moesten vele dieren gered worden. |
| Tarzan en la gruta del oro "Tarzan and the Golden Cave" | 1969 | Manuel Caňo                 | Steve Hawkes Kitty Swan               | Aktie Avontuur    | Spaans-Italiaans film opgenomen in Suriname met een bijrol voor de Surinaamse Juliana van Lingen. De film ging onder de titel "De geweldenaar van de Jungle" op 8 april 1970 in Nederland in premiere. IMDb |
| Operation Makonaima                                     | 1974 | Ramdjan Abdoelrahman        | Malc Panday Sally Savalas             | Aktie Thriller    | in 1972 al opgenomen, in 1974 vertoond en in Amerika onder de titel "The Obsessed One" als Exploitatiefilm uitgebracht. IMDb                                                                                |
| Dakota                                                  | 1974 | Wim Verstappen              | Willeke van Ammelrooy Kees Brusse     | Aktie Drama       | De film speelt zich kort in Suriname af. |
| Wan Pipel                                               | 1976 | Pim de la Parra             | Borger Breeveld Diana Gangaram Panday | Drama             | |
| Kon Hesi Baka (kom gauw terug)                          | 1977 | Henk Barnard                | Elain Tuur                            | Televisiefilm     | In 1978 uitgezonden als 8-delige tv-serie, IMDb |
| Oema Foe Sranan (Vrouwen van Suriname)                  | 1978 | At van Praag                |                                       | Documentaire      | Cineclub Vrijheidsfilms in samenwerking met LOSON IMDb |
| Mister Drunkard                                         | 1996 | Louise Vismale Romeo Starke | Ronnie Telgt                          | Drama             | No-budget film uitgebracht door "Stichting Reinforcement" |
| Anton de Kom, wij slaven van Suriname                   | 1999 | Frank Zichem                | --                                    | Documentaire      | |
| Gespannen Borsten                                       | 1999 | John Slagveer               |                                       | Komedie Romantiek | Eerst als VHS-film uitgebracht, later uitgezonden als 5-delige tv-serie op televisie |

## 2000-2009
| Titel                              | Jaar | Regisseur                     | Acteurs                              | Genre             | Bijzonderheden                                                  |
| ---------------------------------- | ---- | ----------------------------- | ------------------------------------ | ----------------- | --------------------------------------------------------------- |
| Gespannen Borsten II & III         | 2000 | John Slagveer                 | o.a, Ruby Pocorni                    | Komedie Romantiek |                                                                 |
| Mustafa                            | 2001 | Nizamali Ozir                 | Ruby Pocorni                         | Drama             | over een Surinaams gezin dat hun vader verliest                 |
| Zonen van Suriname                 | 2001 | Rene Roelofs                  | --                                   | Documentaire      |                                                                 |
| Faya Blo                           | 2001 | Romeo Starke Louis Vismale    |                                      | Aktie Drama       |                                                                 |
| Gevaarlijk Spel                    | 2002 | Romeo Starke Louis Vismale    | Maredy Wiegel                        | Aktie Drama       |                                                                 |
| Paramaribo Papers                  | 2002 | Ger Poppelaars                | Kenneth Herdigein Daniëlla Mercelina | Misdaad Drama     |                                                                 |
| De Zwarte Dag                      | 2002 | Romeo Starke Louis Vismale    | Jolanda Wassenaar                    | Drama             |                                                                 |
| Verborgen Tranen                   | 2003 | John Slagveer                 | Eugene Aarland Shelly Santoo         | Drama             |                                                                 |
| Sjommie                            | 2003 | Ruby Pocorni                  | Xavier Rijger Diego Nurse            | Jeugdfilm         | eerste Surinaamse jeugdfilm                                     |
| Verkeerd                           | 2003 | Romeo Starke Louis Vismale    | Max Moesman Humpfrey van Hetten      | Drama             | IMDb                                                            |
| Het Surinaamse Legioen             | 2004 | Hans Heijnen                  | --                                   | Documentaire      | IMDb                                                            |
| Sjommie, deel 2                    | 2004 | Ruby Pocorni                  | Diego Nurse                          | jeugdfilm         |                                                                 |
| Madame Jeanette                    | 2004 | Paula van der Oest            | Jetty Mathurin Mike Libanon          | Drama             | speelt in Amsterdam, maar gaat over typisch Surinaamse families |
| Wan Lobi Tori: Lesley en Anne      | 2005 | Sharda Ganga                  | Kim Aikman                           | Drama Romantiek   | IMDb                                                            |
| Sprietje, het zwervertje           | 2005 | Ruby Pocorni                  | Diego Nurse                          | Jeugd             |                                                                 |
| Bolletjes Blues                    | 2006 | Birgit Hillenius Karin Junker | Negativ Sophie van Oers              | Drama             |                                                                 |
| Sowtu: 1en1 is 3                   | 2006 | August Zschuschen             | Clifton Braam Glenn Huisden          | Komedie Drama     |                                                                 |
| Ongewisse tijd                     | 2006 | Diego Pos                     | Ofra Beenen Noa Eyl                  | Drama             | Film over een Joodse familie in Suriname IMDb                   |
| Tears of the Suriname Jungle       | 2006 | Ruby Pocorni                  | -                                    | Docu-film         | over de massamoord in Moiwana (1986)                            |
| Het geheim van de Saramacca-rivier | 2007 | Pim de la Parra               | Kenneth Herdigein Borger Breeveld    | Drama             | IMDb                                                            |
| De vergeten strijders van Oranje   | 2008 | Ramdjan Abdoelrahman          | --                                   | Documentaire      | over Surinaamse veteranen tijdens de Tweede Wereldoorlog.       |
| Let each one go where he may       | 2009 | Ben Russel                    | Benjen Pansa Monie Pansa             | Drama             | IMDb                                                            |

## 2010-2019
| Titel                                                          | Jaar            | Regisseur                            | Acteurs                                                   | Genre           | Bijzonderheden                                                  |
| -------------------------------------------------------------- | --------------- | ------------------------------------ | --------------------------------------------------------- | --------------- | --------------------------------------------------------------- |
| Jong! Suriname                                                 | 2010            | Mirjam Marks                         | --                                                        | Documentaire    |                                                                 |
| Sonny Boy (2011)                                               | 27 januari 2011 | Maria Peters                         | Sergio Hasselbaink Ricky Koole                            | Drama           | De jonge jaren van Waldy (Sonny Boy) spelen zich af in Suriname |
| Mijn opa de bankrover                                          | 2011            | Ineke Houtman                        | Zoe van der Kust Michiel Romeyn                           | Jeugdfilm       |                                                                 |
| Edgar Cairo: Ik ga dood om jullie hoofd                        | 2011            | Cindy Kerseborn                      | --                                                        | Documentaire    | over het leven van Edgar Cairo, Edgar Cairo                     |
| Suriname                                                       | 2011            | Kitty Guicherit-van Dijk             | Rodney Cheuk-A-Lam Marlous Dirks                          | Drama Biografie |                                                                 |
| Lost in Hustle                                                 | 2012            | Didier Chabi                         | Tekisha Abel Errull Abel                                  | Drama           | IMDb                                                            |
| Frank Martinus Arion: Yu di Kòrsou/De man, de vrouw, de poëzie | 2013            | Cindy Kerseborn                      |                                                           | Documentaire    |                                                                 |
| Hoe duur was de suiker                                         | 2013            | Jean van de Velde                    | Gaite Jansen Yootha Wong-Loi-Sing                         | Drama           |                                                                 |
| Het geheim van Mariënburg                                      | 2013            | Ramdjan Abdoelrahman                 | Soenarijo Moestadja Enrique Ralim                         | Drama           | over de rietplantage-opstand van 1902 in Mariënburg             |
| 10 - 1                                                         | 2013            | Humpfrey van Hetten                  |                                                           | Drama Komedie   |                                                                 |
| Tijdelijke liefde                                              | 2014            | Lucien Vriese                        | Jose da Silva Lucretia Promes                             | Drama           |                                                                 |
| Suriname Gold                                                  | 2014            | Paolo Testollini                     | Gabriela Albuquerque Lino Camilo Renata de Paula          | Drama Misdaad   | Brazilliaanse korte film die zich afspeelt in Suriname, IMDb    |
| Holland ano Paradijs                                           | 2015            | Jerrel Reyme                         | Clifton Braam Jose da Silva                               | Drama           |                                                                 |
| Lobi Singi                                                     | 2015            | Suleigha Winkel                      | Astrid Belliot Ramona Braaf                               | Drama Romantiek | IMDb                                                            |
| Djakata                                                        | 2015            | El Durando Misiedjan Louis Alfasie   | Reyaaz Permaul                                            | Aktie           | low-budget internet film                                        |
| Astrid H. Roemer: De wereld heeft gezicht verloren             | 2015            | Cindy Kerseborn                      |                                                           | Documentaire    |                                                                 |
| Dirty Money                                                    | 2016            | Humpfrey van Hetten                  | Johny Griffith Djino de Switt                             | Drama           | low-budget internet film                                        |
| Het geschaad vertrouwen o.a. "Broken trust"                    | 2016            | Edwin Gefferie                       | Rosana Ethnel Afiba Becker                                | Komedie Drama   |                                                                 |
| Tuintje in mijn hart                                           | 2017            | Marc Waltman                         | Leo Alkemade Mike Libanon Edwin Jonker                    | Komedie         |                                                                 |
| Sing Song                                                      | 2017            | Mischa Kamp                          | Georgriefa Boomdijk Kenneth Bron                          | Jeugd Komedie   |                                                                 |
| Welles de film                                                 | 2017            | Ruben Welles                         | Aby-Jo Elshot                                             | Komedie         | Internet film                                                   |
| Wiren                                                          | 2018            | Ivan Tai-Apin                        | Rafe Leysner Altaafkhan Dhonre Idi Lemmers Gaby Treurniet | Drama Sociaal   | IMDb                                                            |
| Stones have laws                                               | 2018            | Lonnie van Brummelen Siebren de Haan | Dorus Vrede                                               | Documentaire    | over de Marron-stammen in het binnenland van Suriname IMDb      |
| All Alone                                                      | 4 februari 2018 | Sasra                                | AJ Sasra Ragini Bajaj                                     | Horror          | eerste Surinaamse horror                                        |

## 2020-2029
|                                                       |                    |                                      |                    |                                                                       |
| Titel                                                 | Regisseur          | Acteurs                              | Genre              | Bijzonderheden                                                        |
| Suriname                                              | Danny Leysner      | Rodney Lam Josylvio                  | Aktie Drama        | 22 februari 2020 Remake van de versie uit 2010                        |
| Beste meneer Bouterse                                 | Ananta Khemradj    |                                      | Documentaire       | 6 oktober 2022 IMDb                                                   |
| Sarah                                                 | Amina Loswijk      | Euredice Blijd                       | Thriller Romantiek | 14 februari 2023                                                      |
| Leeuwin                                               | Raymond Grimbergen | Alyssa van Ommeren Apollonia Sterckx | Jeugd Sport Drama  | 19 april 2023 Nederlandse productie, deels opgenomen in Suriname IMDb |
| Oema foe Sranan "Vrouwen van Suriname"                | At van Praag       |                                      | Documentaire       | 9 maart 2023 Documentaire uit 1978, nu in première IMDb               |
| Het is niet voorbij: 8/12/1982                        | Ida Does           |                                      | Documentaire       | 13 oktober 2023 over de politieke moorden in Fort Zeelandia in 1982   |
| Hard Hout                                             | Leon de Levita     | Borger Breeveld Juan Groenewoud      | Drama              | 26 augustus 2024 1ste Surinaamse (korte) film op Prime video          |
| Mama Sranan                                           | Tessa Leeuwsha     |                                      | Documentaire       | 8 en 12 oktober 2024 IMDb                                             |
| The president's daughter or the richest freeborn lady | Mildred Roethof    |                                      | Documentaire       | 8 en 12 oktober 2024 IMDb                                             |